# Anklesvar INA
Anklesvar INA è una città dell'India di 16.288 abitanti, situata nel distretto di Bharuch, nello stato federato del Gujarat. In base al numero di abitanti la città rientra nella classe IV (da 10.000 a 19.999 persone). L'acronimo INA sta per Industrial Notified Area ("Area Industriale Pianificata").

## Società

### Evoluzione demografica
Al censimento del 2001 la popolazione di Anklesvar INA assommava a 16.288 persone, delle quali 8.803 maschi e 7.485 femmine. I bambini di età inferiore o uguale ai sei anni assommavano a 2.294, dei quali 1.288 maschi e 1.006 femmine. Infine, coloro che erano in grado di saper almeno leggere e scrivere erano 12.705, dei quali 6.997 maschi e 5.708 femmine.